# Pol·len Edicions
Pol·len Edicions és una editorial cooperativa catalana especialitzada en pensament crític i l'ecoedició. Publica en català i castellà. Fundada a Barcelona de la mà de Jordi Panyella Carbonell, Mar Carrera Vendrell i Aida Iglesias de Prada, pren el nom metafòric de la pol·linització, com a activitat constructiva de les abelles respecte el medi que els envolta.el que l'editorial nomena com a "pol·linització social".
Forma part de la Federació de Cooperatives de Treball de Catalunya (FCTC), de la Xarxa d'Economia Solidària (XES) Cultura Cooperativa, el Ecosistema crítico del libro i l'Institut de l'Ecoedició.
Ha editat llibres inèdits en català com, per exemple, Jo no sóc d'aquí o Som moros en la boira? (guanyador del Premi Euskadi d'assaig de 2011) de l'escriptor basc Joseba Sarrionandia, o Quan els focs s'encenen, el primer llibre de poemes de Mikel Soto que es va publicar en edició bilingüe. Té ja una llarga trajectòria traduint obres de l'eusquera al català, d'altres autors com: Mari Luz Esteban, Fermin Muguruza, Uxue Alberdi, entre d'altres.
Des de 2013 publica a l'escriptor Gustavo Duch (coordinador de la revista Sobirania Alimentària, Biodiversitat i Cultures). Altres autories destacables en el seu fons editorial són: Virginie Despentes (Bye Bye blondie), Roberto Casati (L'elogi del paper), Elisenda Pascual, Marta Busquets, Santiago Alba Rico, entre d'altres.
En 2022 ha iniciat la primera col·lecció infantil en català "Som-hi totis" que mostra personatges explícitament no binaris, i fa servir el neomorfema -i per referir-s’hi. Escrita per Bel Olid i amb la participació de diferents il·lustradores.
Edita títols i col·leccions d'entitats com la pròpia XES, Gatamaula, Crític, SOS Racisme Catalunya, el Grup de Periodistes Ramon Barnils i l'Institut Català d'Antropologia, Fil a l'agulla, entre d'altres.
Entre 2014 i 2020 va gestionar l'Espai Contrabandos, una llibreria per la promoció i difusió del pensament polític i l'edició independent.